# Tim and Eric Awesome Show, Great Job!
A Tim and Eric Awesome Show, Great Job! 2007-ben bemutatott amerikai élőszereplős szkeccssorozat. A műsor alkotói és főszereplői Tim Heidecker és Eric Wareheim, akik különböző szürreális és szatírikus jelenetekkel töltik fel a produkciót. A szkeccsek némelyikében olyan hírességek is felbukkantak, mint Bob Odenkirk, John C. Reilly vagy “Weird Al” Yankovic.
Az Amerikai Egyesült Államokban az Adult Swim adta 2007. február 11. és 2010. május 2. között, majd 2010-ben és 2017-ben is kapott egy különkiadást. Magyarországon egyelőre nem került bemutatásra.

## Cselekmény
A sorozat humoros szkeccsekből áll, melyben általában Heidecker és Wareheim játssza a főszereplő karaktereket. Több részben használnak visszatérő szereplőket, nem egyet korábbi műsorukból, a Tom Goes to the Mayorból átemelve. Néhány visszatérő szereplőt olyan ismertebb színészek alakítanak, mint Zach Galifianakis, John C. Reilly, Will Forte és Bob Odenkirk.

## Szereplők
| Szereplő                  | Szinkronhang                 |
| ------------------------- | ---------------------------- |
| James Quall               | James Quall                  |
| Tairy Greene              | Zach Galifianakis            |
| Casey Tatum               | Tim Heidecker                |
| Jan Skylar                | Tim Heidecker                |
| Spagett                   | Tim Heidecker                |
| Mr. Henderson             | Tim Heidecker                |
| Wayne Skylar              | Eric Wareheim                |
| Steve Mahanahan           | Eric Wareheim                |
| Carol Henderson           | Eric Wareheim                |
| The Beaver Boys           | Tim Heidecker, Eric Wareheim |
| Richard Dunn              | Richard Dunn                 |
| David Liebe Hart          | David Hart                   |
| Palmer Scott              | Palmer Scott                 |
| Michael Q. Schmidt        | Michael Q. Schmidt           |
| Pierre                    | Ron Austar                   |
| Dr. Steve Brule           | John C. Reilly               |
| Glen Tennis               | A.D. Miles                   |
| Ron Stark                 | Ron Stark                    |
| Will Grello               | Will Forte                   |
| Bemondó/További szereplők | Bob Odenkirk                 |

## Epizódok
| Évad | Évad        | Epizódok | Eredeti vetítés    | Eredeti vetítés     |
| Évad | Évad        | Epizódok | Évadpremier        | Évadfinálé          |
| ---- | ----------- | -------- | ------------------ | ------------------- |
|      | 1           | 10       | 2007. február 11.  | 2007. április 15.   |
|      | 2           | 10       | 2007. november 18. | 2008. január 27.    |
|      | 3           | 10       | 2008. július 27.   | 2008. augusztus 28. |
|      | 4           | 10       | 2009. február 9.   | 2009. április 12.   |
|      | 5           | 10       | 2010. február 28.  | 2010. május 2.      |
|      | Különkiadás | 2        | 2010. december 5.  | 2017. augusztus 27. |